# Ixodiphagus tadystes
Ixodiphagus tadystes ist eine Erzwespe der Gattung Ixodiphagus in der Familie Encyrtidae. Der Hyperparasit legt seine Eier in die Larven und Nymphen eines oder mehrerer noch unbekannter Zeckenwirte. Die schlüpfenden Larven ernähren sich als Parasitoide von ihrem Wirt. Ixodiphagus tadystes ist bisher nur in Costa Rica vorgefunden worden.

## Beschreibung
Von Ixodiphagus tadystes sind bislang nur die Weibchen bekannt. Sie sind kleine, dunkel gefärbte Wespen, deren äußere Erscheinung anderen Erzwespen entspricht, die aber einen kräftigen und leicht abgeflachten Körperbau aufweisen. Die Farbe von Kopf und Körper ist dunkelbraun, der Kopf mit einem messingfarbenen Schimmer und bläulichen und purpurnen Reflexionen. Thorax und Gaster sind ein wenig heller und schimmern weniger stark metallisch. Die Körperlänge beträgt zwischen 0.9 und 1,3 Millimeter. Die Flügelspannweite liegt deutlich unter zwei Millimeter, die vorderen Flügel sind mindestens 2,3 mal so lang wie breit und an der Basis durchscheinend, ansonsten dunkel und undurchsichtig.
Der Kopf ist oben abgeflacht und 1,8 mal so breit wie der vordere Vertex, mit einem Besatz mit borstenartigen Setae, die sich in auffälligen Vertiefungen befinden. Die drei Ocelli auf dem Kopf bilden vorne einen Winkel von etwa 95 Grad. Der Abstand der hinteren Ocellen zu den Komplexaugen ist deutlich kleiner als ihr eigener Durchmesser. Vorne am Kopf befinden sich zwei nahe beieinander liegende Antennen. Deren Scapus ist lang und schlank, etwa drei Mal so lang wie breit, und ist orange gefärbt. Auf ihn folgt der Pedicellus und ein in sechs Glieder geteilter Funiculus. Das erste Flagellomer des Funiculus ist länger als das zweite. Die ersten vier Flagellomere weisen keine längsgerichteten Sensillen auf, nur das fünfte und sechsten Flagellomer. Die Furche zwischen den Flagellomeren des dreigliedrigen Clavus sind schwach ausgebildet aber vollständig, so dass nicht der Eindruck eines siebengliedrigen Funiculus entsteht.
Das Scutellum ist sehr flach und hat auf der Oberfläche leichte Vertiefungen mit Behaarung. Der hintere Rand des Hypopygiums ist gerade, in der Mitte weist es mehrere kräftige Setae auf. Die Beine haben dunkelbraune Coxen und Femora, die Tibien sind heller und können blass orangebraun gefärbt sein. Zu den Gliedern der Tarsen mit jeweils apikal braunen und distal orangefarbenen Enden findet eine Aufhellung statt.
Ixodiphagus tadystes ähnelt der Art Ixodiphagus hookeri. Von dieser unterscheidet sie sich durch das erste Flagellomer des Funiculus, das länger als das zweite Flagellomer ist. Das erste Glied des Clavus ist eindeutig mit dem zweiten verbunden. Die hinteren Ocellen haben einen deutlich geringeren Abstand zum Rand der Komplexaugen als ihren eigenen Durchmesser. Die Vorderflügel sind mindestens 2,3 mal so lang wie breit. Bei Ixodiphagus hookeri ist das erste Flagellum des Funiculus kürzer als alle anderen. Das basale Glied des Clavus ist von dem zweiten deutlich durch eine Furche abgesetzt, so dass der Eindruck eines siebengliedrigen Flagellums entsteht. Die hinteren Ocellen sind von den Rändern der Komplexaugen deutlich weiter als ihr eigener Durchmesser entfernt. Sensillen auf und ist sowohl länger als breit als auch länger als das zweite Flagellomer. Die Furche zwischen den beiden ersten Gliedern des Clavus ist schwach ausgebildet aber vollständig, auch hier ohne den Eindruck eines siebengliedrigen Funiculum. Der hintere Rand des Hypopygiums ist gerade und es trägt auffällige kurze und kräftige Setae.

## Lebensweise
Alle Arten der Gattung Ixodiphagus sind Parasitoide. Sie legen ihre Eier in Larven oder Nymphen verschiedener Arten von Zecken ab, die ihren Larven als Nahrung dienen. Der Zeckenwirt von Ixodiphagus tadystes ist noch nicht bekannt.

## Verbreitung
Ixodiphagus tadystes ist bisher nur in Costa Rica nachgewiesen worden. Der Typenfundort ist die Naturschutzstation La Maritza in der Provinz Guanacaste (10° 57′ 25,7″ N, 85° 29′ 44,4″ W). Die 31 Paratypen stammen aus den Provinzen Alajuela, Cartago, Guanacaste, Limón und Puntarenas. Neben Ixodiphagus tadystes kommen in Costa Rica fünf weitere Arten der Gattung Ixodiphagus vor. Ixodiphagus texanus ist schon 1907 beschrieben worden, die vier anderen wurden 2010 mit Ixodiphagus tadystes beschrieben.

## Systematik und Taxonomie
Ixodiphagus tadystes ist eine von 15 Arten der Gattung Ixodiphagus Howard, 1907 in der monotypischen Tribus Ixodiphagini Howard, 1908. Diese gehört zur Familie Encyrtidae, eine Familie der Erzwespen, deren Arten fast ausnahmslos Parasiten von Insekten, Spinnen, Milben oder Zecken sind. Die Ixodiphagini sind darunter die einzigen Zeckenparasiten.
Die Erstbeschreibung erfolgte 2010 durch den walisischen Entomologen John S. Noyes vom Natural History Museum in London. Noyes behandelte im dritten Band seiner Darstellung der Encyrtidae von Costa Rica die Unterfamilie Encyrtinae mit den Ixodiphagini und anderen Triben. Der Holotyp befindet sich in der Sammlung des Instituto Nacional de Biodiversidad (INBio) in Costa Rica.